# Cieplice (Petite-Pologne)
Pour l’article homonyme, voir Cieplice.
Cieplice est une localité polonaise de la gmina de Gołcza, située dans le powiat de Miechów en voïvodie de Petite-Pologne.